# Serafim dos Anjos França
Serafim dos Anjos França Júnior (Porto Alegre  — ?) foi um político brasileiro.

## Biografia
Filho de Serafim dos Anjos França e Francisca Maria da Encarnação, formado na Faculdade de Direito de São Paulo, em 1836.
Foi eleito deputado na Assembleia Constituinte e Legislativa Farroupilha, em 1842.
Terminada a Revolução Farroupilha, foi deputado provincial entre 1848 e 1849.